# Vacances à Paris
Pour plus de détails, voir Fiche technique et Distribution.
Vacances à Paris (titre original : The Perfect Furlough) est un film américain réalisé par Blake Edwards, sorti en 1958.

## Synopsis
Isolés depuis sept mois dans une station radar américaine au-delà du cercle polaire, une centaine de soldats s’ennuient ferme. Pour remonter le moral des troupes, les services psychologiques de l'armée suggèrent à l'état major d’organiser un tirage au sort : l’heureux élu bénéficiera d'une permission de trois semaines dans la ville de son choix, avec la femme de son choix. C’était sans compter avec la roublardise du caporal Paul Hodges qui parvient à éliminer toute concurrence.
Vainqueur, il choisit Paris et la star argentine Sandra Roca. Mais pour que la morale soit sauve, il doit être « chaperonné » par le lieutenant Vicky Loren, un fort joli brin de fille. Cela, il ne l’avait pas prévu !

## Fiche technique
- Titre : Vacances à Paris
- Titre original : The Perfect Furlough
- Réalisation : Blake Edwards
- Scénario : Stanley Shapiro
- Photographie : Philip H. Lathrop
- Montage : Milton Carruth
- Direction artistique : Alexander Golitzen
- Costumes : Bill Thomas
- Direction musicale : Joseph Gershenson
- Chansons : Dámaso Pérez Prado
- Producteur : Robert Arthur
- Société de production : Universal Pictures
- Pays de production :  États-Unis
- Format : Couleur Eastmancolor - Son : Mono (Westrex Recording System)
- Genre : Comédie romantique
- Durée : 93 minutes
- Dates de sortie : 
  - États-Unis : octobre 1958
  - France : 8 avril 1959
- Affiche : Constantin Belinsky (France)

## Distribution
- Tony Curtis (VF : Hubert Noël) : Caporal Paul Hodges
- Janet Leigh (VF : Jacqueline Carrel) : Lieutenant Vicki Loren
- Linda Cristal : Sandra Roca
- Keenan Wynn (VF : Michel Roux) : Harvey Franklin, le découvreur/manageur de Sandra
- Elaine Stritch (VF : Hélène Tossy) : Liz Baker, la « chaperonne »
- Marcel Dalio (VF : André Bervil) : Henri Valentin
- King Donovan (VF : Georges Riquier) : Major Collins
- Les Tremayne (VF : Louis Arbessier) : Colonel Leland
- Jay Novello : René Valentin, le fils d'Henri
- Gordon Jones : « Sylvia »
- Alvy Moore : Marvin Brewer
- Lilyan Chauvin (VF : Lita Recio) : Infirmière
- Troy Donahue : Sergent Nickles
- Eugene Borden : le docteur français

## Anecdotes
- Le film n’a pas été tourné à Paris, mais en studio et en Californie.